# جوناثان لونا
جوناثان لونا (بالإنجليزية: Jonathan Luna)‏ هو محامي أمريكي، ولد في 21 أكتوبر 1965، وتوفي في 4 ديسمبر 2003 بسبب غرق.